# Lechorodius lutulentus
Lechorodius lutulentus är en skalbaggsart som beskrevs av Samuel Stehman Haldeman 1843. Lechorodius lutulentus ingår i släktet Lechorodius och familjen Aphodiidae. Inga underarter finns listade i Catalogue of Life.